# Syncmaster 931c
Syncmaster 931c - монітор від південнокорейської компанії Samsung випущений у 2006 році.

## Технічні характеристики
| Основні технічні характеристики                          |                          |
| -------------------------------------------------------- | ------------------------ |
| Маса                                                     | 5.5кг(5500г)             |
| Розміри(ширина,довжина,висота)                           | 422,7 x 427,9 x 219,3 мм |
| Діагональ                                                | 19"                      |
| Роздільна здатність                                      | 1280x1024 пікселей       |
| Входи                                                    | DVI-D, VGA (D-Sub)       |
| Яскравість                                               | 300 кд/м²                |
| Контрастність                                            | 700:1                    |
| Кути огляду(горизонтальний і вертикальний кути однакові) | 160°                     |
| Максимальна кількість підтримуваних кольорів             | 16,2 млн.                |
| Співвідношення сторін                                    | 5:4                      |

## Думка користувачів
Користувачам сподобався короткий час реакції матриці та прекрасна кольоропередача,яку забезпечує застосування люмінесцентних ламп з холодним катодом(без нагрівання).Також його полюбили за його довговічність.У багатьох він ще й досі працює та застосовується в повсякденному житті.

## Цікаві факти
- Є інструкція українською мовою
- У 2006 році стала офіційним монітором WCG (World Cyber Game) 2006 - найбільшого ігрового турніру у світі